# Phylloxeroxenus
Phylloxeroxenus is een geslacht van vliesvleugeligen uit de familie Eurytomidae. De wetenschappelijke naam van dit geslacht is voor het eerst geldig gepubliceerd in 1888 door Ashmead.

## Soorten
Het geslacht Phylloxeroxenus omvat de volgende soorten:
- Phylloxeroxenus brachypterus (Ashmead, 1886)
- Phylloxeroxenus cressoni (Howard, 1897)
- Phylloxeroxenus godiarensis Mukerjee, 1981
- Phylloxeroxenus pechipariensis Mukerjee, 1981
- Phylloxeroxenus phylloxerae (Ashmead, 1881)
- Phylloxeroxenus poroensis Mukerjee, 1981
- Phylloxeroxenus rajaensis Mukerjee, 1981